# 東南羅索 (明尼蘇達州)
東南羅索（英語：Southeast Roseau）是位於美國明尼蘇達州羅索縣的一個未組織地區。

## 地方資料
東南羅索的面積為463.83平方千米，當中陸地面積為462.85平方千米，而水域面積為0.98平方千米。根據2020年美國人口普查的數據，當地共有人口211人，而人口密度為每平方千米0.45人。